# Сили по опазване на мира към ООН
Отбранителните сили на Обединените нации – ОСОН (UNPROFOR или Force de Protection des Nations Unies) е първата мисия по опазване на реда на Организацията на обединените нации в Хърватия и Босна и Херцеговина по време на войната в Югославия.
Мисията е сформирана през 1992 г., а мандатът ѝ свършва през март 1995 г., като тогава тя бива преструктурирана в три подразделения:
- в Република Македония са разположени войски за предотвратяване на конфликтни ситуации към ООН, наречени: United Nations Preventive Deployment Force (UNPREDEP);
- в Хърватия – операция за опазване на мира, наречена United Nations Confidence Restoration Operation in Croatia (UNCRO);
- в Босна и Херцеговина остават преструктурираните сили по опазване на мира, като техният мандат е преструктуриран и операциите, които извършват, поемат друга насока. Те биват заменени с операции от страна на Европейския съюз и НАТО през декември 1995 г.

## Участници в мисията
Отбранителните сили на Обединените нации – ОСОН (UNPROFOR) е сформирана от 39 000 военни. Участниците в мисията са военни служители от Аржентина, Австрия, Бангладеш, Белгия, Бразилия, Канада, Колумбия, Чехия, Египет, Естония, Финландия, Франция, Германия, Гана, Индия, Индонезия, Шотландия, Италия, Литва и още 23 държави от целия свят.
Според ООН по време на мандата на мисията е имало 167 смъртни случая, като от тях 3-ма души са били военни наблюдатели, 159 са били военни служители, 1 член на цивилната полиция, 2 международни и 2 местни доброволци.
Командири на мисията:
- лейтанант-генерал Сатиш Намбир (от март 1992 до март 1993)
- лейтанант-генерал Ларс Ерик Шалгрен (от март 1993 до юни 1993)
- генерал Жан Кол (от юни 1993 до март 1994)
- генерал Бртрант де Сувил де ла Пресел (от март 1994 до март 1995)
- генерал Бернард Жанвиер (от март 1995 до януари 1996)

Ключови офицери:
- майор-генерал Люйз Макензи – отговарящ за район Сараево (1992)
- генерал Филип Морилон (от октомври 1992 до юли 1993)
- лейтанант-генерал Франсоа Брикюмонд (от юли 1993 до януари 1994)
- лейтанант-генерал Сир Майкъл Роус (от януари 1994 до февруари 1995)
- лейтанант-генерал Рупърт Смит (от февруари 1995)

## Мандат на мисията

### Хърватия
ОСОН (UNPROFOR) е създаден с резолюция 743 към Съвета за сигурност на ООН от 21 февруари 1992, по време на хърватската война за независимост. Първоначалната цел на мандата е била да осигури условия за мирни преговори и защитата на 3 демилитаризирани, безопасни територии обособени като Защитени зони към/на ООН, локализирани в различни региони преди Република Хърватия да бъде приета като член на Организацията на обединените нации. Те били конктролирани от себепровъзгласилата се Република Сръбска Крайна.
През 1992 мандатът обхванал т.нар. „розови зони“, контролирайки достъпа до защитените зони на ООН (резолюция 762), също обхванал граничния контрол и проверката на цивилни с достъп до розовите зони (резолюция 769), както и контрол над демилитаризацията на Превлашкия полуостров до Дубровник (резолюция 779).

### Босна и Херцеговина
За разлика от този в Хърватия, мандатът на ООН в Босна и Херцеговина не е да съблюдава вече съществуващо примирие, а да опази населението на страната живо, докато войната приключи. Мандатът тук реално може да бъде разделен на 4 фази, като първоначалните отговорности продължавали, дори когато нови такива били добавяни.
- 1-ва фаза – помощ към/за Сараево – с начало 5 юни 1992 ОСОН (UNPROFOR) носи отговорност за защитата на летище Сараево, както е било уговорено в резолюция 758, за хуманитарни цели. UNPROFOR прокарва безопасен коридор за конвои с помощи между летището и града.
- 2-ра фаза – Ескорт на хуманитарна помощ – на 14 септември 1992 UNPROFOR получава мандат от Съвета за сигурност на ООН за протекция на конвоите с хуманитарни помощи, както изисква главният комисар за бежанците към ООН, както и да бъде предоставен наземен превоз през затруднени територии.
- 3-та фаза – Защита на безопасни територии – следващото разширение на мандата било на 16 април 1993, когато резолюция 819 от Съвета за сигурност на ООН обявява град Сребреница за защитена територия, свободна от въоръжени атаки или други вражески актове. По-късно през май 1992, градовете Бихач, Сараево, Горадже, Зепа и Тузла също стават защитени зони/територии.
- 4-та фаза – Мониторинг на Мюсюлманско-Хърватската федерация и Зоните без оръжие – ОСОН (UNPROFOR) мониторира подсигурените със съдействието на САЩ примирия в Босна през февруари 1994, създавайки т.нар. Мюсюлманско-Хърватска федерация. ОСОН (UNPROFOR) е бил отговорен за зоните на разделяне и пунктовете за контрол на оръжия. В допълнение UNSB оторизира увеличаването на силите на мандата, за да може да мониторира зоните, в които са забранени оръжията, но всъщност операцията никога не влиза в сила.

На 31 март 1995 ОСОН (UNPROFOR) бива преструктуриран в три координационни операции за опазване на мира. От 20 декември 1995, силите на ОСОН (UNPROFOR) преминават под ръководената от НАТО IFOR – (Implementation Force), чиято задача е да установят Генералното структурно съгласие за мир в Босна и Херцеговина (GFAP – General Framework Agreement for Peace) или иначе познато като Дейтънско мирно споразумение (Dayton Agreement).

## Ред на действията

### Февруари 1992 – март 1993
Кендрик Торнбъри е директор на отдела по обществени дела на мисията в нейното начало през 1992. В края на мандата си UNPROFOR има постигнат определен успех за възвръщане мира в Хърватия, а именно премахването на Югославската народна армия (JNA) през май 1992 г. Въпреки това гражданските вълнения са такава, че терорът, дискриминацията и „етническо прочистване“ все още присъстват. През 1991 местните сръбски сили успяват да завършат прочистването на областите, които трябва да са защитени от ООН (Източна Славония, Западна Славония и Крайна), където остават само 279 хървати, в сравнение от предвоенното население от 102 000.
Ситуацията е проблематична най-вече заради липсата на сътрудничество на местните сръбски власти, както и заради по-късните големи хърватски военни офанзиви. Освен това целта, за която ЮНПРОФОР е предназначена, се променя значително. Също така хърватската част отказва да преговаря за суверенитета на защитените зони, която сръбската част не приема. Създаването на Република Сръбска Крайна допълнително усложнява ситуацията.
Отварянето на летище в Сараево е проведено от канадската оперативна група, която се премества в рамките на хърватския театър на военни действия в бойната зона на Сараево. Канадската група включва френскоговорещия Royal 22е полк, придружени от англоговорещия трети батальон, The Royal Canadian. Канадският контингент е разположен с влак от канадската база Баден-Сойлинген, Германия.
Въпреки враждебните действия, Сараевското международно летище остава отворено. В периода от 3 юли 1992 до 31 януари 1993, хуманитарна акция организирана от ВКБООН с помощта на 2476 самолета под закрила на ОСОН (UNPROFOR), превозва 27 460 тона храна, лекарства и други помощни стоки.
Разпределение на хуманитарна помощ е прекъснато поради липса на сътрудничество и враждебни действия на страните в конфликта, особено от босненските сръбски сили. Въпреки това от ноември 1992 до януари 1993 г., общо около 34 600 тона на хуманитарна помощ са доставени до около 800 хил. бенефициенти в 110 локации в цялата Босна и Херцеговина.

### Март 1993 – февруари 1994

#### Хърватски нашествия
На 6 юли 1993 г. отново възниква напрежение, вследствие на решението на Хърватското правителство да отвори отново стратегическия мост Масленица на 18 юли – Хърватска е разделена на две, докато мостът е в сръбски ръце. Нарежданията от страна на Отбранителните сили на Обединените нации – ОСОН (UNPROFOR) за наблюдение на оттеглянето на хърватските войски от региона са възпрепятствани, поради отказа за достъп на хърватските власти. Сърбите бомбардират моста, който частично е разрушен на 2 август. На 12 август преговори за прекратяване на военните действия започват в Женева, но биват неуспешни. Накрая хърватските военни части се оттеглят към позициите си преди нападението.

#### Операция „Отказан полет“
В средата на март, неидентифицирани самолети хвърлят бомби в села в околностите на Сребреница, като за първи път нарушават „Зоните, забранени на полети“. Босненските сърби са обвинени за бомбардировката, но те отричат. На 31 март е гласувано решение, което упълномощява държавите, участващи в ОСОН (UNPROFOR), да вземат „всички необходими мерки“ за предотвратяване на военни полети от воюващите страни в зоните, забранени за полети (Операция „Отказан полет“). Френски, холандски и американски самолети са разположени така, че в сила да влезе взетото решение. Общо взето до 1 декември 1994 г. са наблюдавани 3317 нарушения. На 28 февруари 1994 г., четири военни самолета са свалени от изтребители на НАТО над Босна и Херцеговина.

#### Безопасни зони
От март 1993 г. паравоенни части убиват огромен брой цивилни, унищожават населени места, възпрепятстват ВКБООН (Върховният комисариат на ООН за бежанците; UNHCR) да предостави хуманитарна помощ, и принуждават хиляди босненски бежанци да бягат към град Сребреница. 30 или 40 души умират на ден вследствие на военните действия, глад, студ или липса на медицинско лечение. Решение 819 прави опити да обърне внимание на този въпрос, като обявява Сребреница за „Безопасна зона“. Решение 836 упълномощява ОСОН (UNPROFOR) „да действа в самозащита, да вземе необходимите мерки, включително използването на войски в отговор на бомбардировките срещу безопасните зони, от която и да е от страните, или в отговор на въоръжени нападения в тези зони, или при случай на всякакъв вид преднамерено възпрепятстване свободата на придвижване на ОСОН (UNPROFOR) или защитени хуманитарни конвои във или около тези зони“. За да се осъществят тези възпиращи действия са изпратени около 7600 подкрепления, като е организирана и въздушна подкрепа, съласувана с НАТО.

#### Войната в Босна
През май 1993 г., в централна Босна избухват напрегнати бойни действия между бошняци и босненски хървати. Хърватските паравоенни сили извършват нападение срещу сърби и бошняци. Клането в село Ахмичи на 16 април 1993 г. е пример за този варварски ужас. Тихомир Блашкич е офицер от военния строй към Хърватския съвет по отбрана (HVO), който е разследван и осъден от Международен наказателен трибунал за бивша Югославия (ICTY) заради отговорността му върху клането. Блашкич излежава почти девет години в затвора преди Апелативният съд да оправдае повечето от обвиненията през юли 2004 г., тъй като защитата доказва, че той не е ръководел всички части на Хърватския съвет по отбрана (HVO) в района или каквито и да било паравоенни части.
На 24 септември Съвета по сигурност е информиран от хърватското правителство, че ако в указа на ОСОН (UNPROFOR) не се внесат промени, които да съдействат за активно изпълнение на съответните решения на Съвета по сигурност, Хърватска ще бъде принудена да поиска ОСОН (UNPROFOR) да напуснат страната не по-късно от 30 ноември 1993 г. Последвало преразглеждане на указа.
В края на годината воюващите страни се опитват да прекратят военните действия. Осъществено е примирие между хърватските и сръбските въоръжени сили, но боевете продължават между бошняците и хърватите, и хуманитарната ситуация продължава да се влошава. По-конкретно Сараево продължава да бъде бомбардирано от войските на босненските сърби. Докладвано е, че част от редовната хърватска армия подкрепили войските на Босненските Хървати с тежко снаряжение и войници без отличителни знаци. Това довежда до по-нататъшни протести от страна на ООН. Започва да се дискутира използване на сила на среща на НАТО, провела се в Брюксел на 10 и 11 януари 1994 г. Босненските сърби, след преговори с високопоствавени служители на Руската федерация в Москва, се съгласяват да отворят летище Тузла за хуманитарни цели. По същото време подпомагането на войските на ООН в Сребреница е разрешено и кандаският контингент е заменен от холандски.
Въпреки това ситуацията в Сараево остава изключително напрегната – босненските сърби стрелят умишлено по цивилни граждани, артилерийски огън, както и миновхъргачки са насочени към населени райони. Това силно формира общественото мнение на Запад, тъй като няколко журналисти предават от Сараево, а убитите граждани редовно се виждат във вечерните новини. На 4 февруари 1994 г. снаряд от минохвъргачка е изстрелян към предградие на Сараево като убива 10 души, а ранява 18. На следващия ден, 5 февруари 1994 г., минохвъргачка експлодира на пазара Маркале в Сараево, и 68 души са убити, а 200 ранени, което е най-кървавият инцидент в Сараево за период от 22 месеца сражения. Гневът, породен от тези провокации, нараства до момент, в който е изпратен ултиматум, изискващ ликвидиране или предаване на ОСОН (UNPROFOR) на всички тежки оръжия на 20 км от Сараево (бошняци и босненски сърби, с изключение на Пале) в рамките на десет дни. Ултиматумът е удовлетворен на 17 февруари, като тежките оръжия, които не са ликвидирани, са прегрупирани в седем контролни пункта на ОСОН (UNPROFOR).
На 23 февруари 1994 г. се преустановяват военните действия между Хърватска и Босна – Вашингтонското Споразумение – което прекратява тяхната едногодишна война и обединява страните като Федерация Босна и Херцеговина. Ролята на ОСОН (UNPROFOR) е да следи за примирието и в допълнение дори помага да се престроят местната инфраструктура и контролно-пропускателните пунктове в района на федерацията.

### Март 1994 – ноември 1994

#### Положителен развой и удължаване на мандата
На 24 март 1994 г. е обявен план за повторното отваряне на летище Тузла единствено за ползване от ОСОН (UNPROFOR) и за хуманитарни цели.
На 29 март 1994 г. в Загреб представители на хърватското правителство и местните сръбски власти в Парламентарния съвет на ООН (UNPA) сключват споразумение за прекратяване на военните действия, целящо дълготрайно прекратяване на военните действия.
Едновременно с това мандатът на ОСОН (UNPROFOR) е удължен с още шест месеца, изпратени са военни подкрепления, наброяващи 10 000 души, и няколкостотин полицаи и наблюдатели.
През 1994 г. войските на ОСОН (UNPROFOR) в Босна попадат под нарастващи военни нападения, което води до включване в няколко сражения (операция „Бьолебанк“ и операция „Аманда“) с войските на Босненските сърби.

#### Нападение срещу безопасните райони
Скоро след примирието между хърватските и сръбските военни части, босненските сърби предприемат нападение срещу безопасния район на Горажде, тежко обстрелвайки града и заобикалящите го села. Протестите и призивите от страна на Съвета за сигурност на ООН се оказват неефективни, и на 10 и 11 април 1994 г. НАТО нанася въздушни нападения на позициите на Босненските сърби. В отговор войските на Босненските сърби залавят много служители на ООН, използвайки ги като човешки щитове на местата, на които се очаква да бъдат бомбардирани. Бомбардировките се оказват много по-малко ефективни от скорошната война в Персийския залив, която е обусловила общестеното разбиране относно въздушните нападения. Въпреки че НАТО демонстрира мощта си и въпреки протестите на сърбите, демонстриращи добросъвестни намерения, бомбардирането продължава. Подобно на ситуацията, случила се в Сараево, е издаден ултиматум и до 24 април повечето сръбски войски отстъпват. Тези събития представят друго отражение относно статуса на безопасните райони.

#### Опити за мир
Няколко плана за мир са отхвърлени (план Карингтън-Куртилеров, план Ванс-Оуент, пакетът HMS-Непобедим, план Оуен-Столтънбърг и планът за действие на ЕС). В края на юли, е съставен план от Контактната група, която се състои от Съединените щати, Великобритания, Франция, Германия и Русия, който е приет от хърватска, сръбска и босненска страна. Въпреки това босненските сърби отхвърлят плана. В началото на август, в опит да принудят босненските сърби да приемат плана, сръбското правителство прекратява политическите и икономически връзки с лидерите на босненските сърби. Това решение е приветствано от Съвета за сигурност на ООН. На 23 септември Съветът за сигурност на ООН официално приема споразумението за мирен план между воюващите страни, не одобрявайки отказа на босненските сърби, и засилва санкциите срещу съществуването на босненските сърби.

#### Изолация на босненските сърби
На 23 септември 1994 г. в отговор на неприемането на Плана за мир от страна на босненските сърби, Съветът за сигурност според решение 942 прекратява всички търговски и парични връзки с общността на босненските сърби. По-специално това прекратява притока на гориво към босненските сърби – силен стратегически удар.
Заради крайната позиция, която правителството на босненските сърби заема, самата Югославска федерация (Сърбия и Черна гора) трябва да заеме твърда позиция срещу съществуването на босненските сърби. Това довежда до привидно цялостна дипломатическа изолация на босненските сърби.

#### Влошаване на сигурността
През август 1994 г. ситуацията отново се влошава, по-конкретно поради снайперистки действия, въпреки анти-снайперистките споразумения. В Сараево кървавата „Снайперистка алея“ става прочута и скандална. Често се осъществяват умишлени атаки срещу служители или самолети на ОСОН (UNPROFOR).
През октомври войските на босненските мюсюлмани, хванати в Бихач, атакуват войските на босненските сърби в опит да прекратят обсадата на града. Нападението и последвалите контраатаки от страна на босненските сърби предизвикват страх в местното население и друго масово емигриране на бежанци. В умишлено противоречие на статуса на Бихач като „Безопасен район“ и зона забранена за полети, самолетите на босненските сърби осъществяват многократни нападения в района на Бихач, като използват касетъчни бомби и напалм.
В отговор на тази заплаха на 21 ноември самолети на НАТО унищожават временното летище Удбина, което се намира в южния сектор на Парламентарния съвет на ООН (UNPA) в Хърватска. През следващите дни самолети на НАТО отново се налага да се намесят срещу противовъздушните ракетни местоположения на босненските сърби, които са открили огън срещу британски самолети, и срещу артилерийски местоположения, които обстрелват Бихач. Вместо да поддържат умерени и сдържани позиции, босненските сърби отвръщат, като взимат за заложници служители на ООН и възпрепятстват преминаването на хуманитарна помощ.
На дипломатическата сцена всички усилия за прекратяване на военните действия се оказват безполезни и в този случай отново преди всичко заради възпрепятстване от страна на босненските сърби – д-р Караджич отказва поканата на Главния секретар на ООН.

### Заложници от ООН и мостът Върбаня
На 26 май 1995 г., след въздушните нападения на НАТО над Пале, докато босненските сърби се противопоставят на друг ултиматум на ООН относно тежките оръжия, около 400 Сини каски са взети за заложници и са заведени на стратегически позиции като човешки щитове, и са показани оковани във вериги по сръбската телевизия.
На 27 май 1995 г. ген. Младич заедно с ген. Нушич стартират нападение срещу наблюдателния пост на ООН на моста Върбаня. В 5 часа сутринта френският капитан, командващ поста, губи контакт с дванайсетте мъже и отива да провери какво се случва. Сърбин облечен със синя каска, френска бронирана жилетка и униформа се опитва да го вземе за заложник, но е спрян от охраната и офицерът успява да избяга. През следващите часове, след интензивно обстрелване от страна на въоръжените танкове ERC 90 Sagaie, французите превземат поста, като убиват четирима сърби и залавят други четирима. Двама френски войници са убити.
В 12 часа радиото на босненските сърби съобщава, че ген. Младич наредил „заловените членове на ОСОН (UNPROFOR) да бъдат разпръснати, както и другите чужди граждани, които са действали като врагове на сръбския народ, по командни постове, складове за боеприпаси и други важни съоръжения.“
„В тази конкретна ситуация Обединените нации са решили да наемат убиец, той е наречен съюз на НАТО. Това е убиец наемник. Ако НАТО иска да продължи с военните си удари, тогава ще трябва да убие войските на Обединените нации тук, на земята, защото ние сме позиционирали войски на Обединените нации и наблюдатели около потенциални мишени, към които НАТО може да реши да се прицели. Следователно международната общност ще трябва да плати много висока цена. И нещата няма да приключат дотук. Сърбите са решени да изкажат ясно мнението си пред целия свят.“ (Йован Заметица, говорител на Караджич)
На 30 май Ратко Младич позвънява на Рупърт Смит и се съгласява да не държи Сините каски като заложници оковани във вериги, а те просто да бъдат „заведени“ до стратегически места. Той също така настоява за извинение относно смъртта на четиримата сръбски войници, убити от французи при моста Върбаня, като заплашва, че „няма да може да се гарантира сигурност“ на военните сили на Обединените нации в Горажде

### Падането на Сребреница
На 12 юли 1995 г. ОСОН (UNPROFOR) не успяват да спрат нападенията на босненските сърби над Сребреница, защото не могат да подсилят достатъчно холандското артилериийско отделение на място, и градът е опустошен. Когато практиките с двойно заключване успешно предотвратили каквото и да било по-сериозно въздушно подкрепление да бъде осъществено, всичко, което холандците успяват да направят е да евакуират жените и децата. Сърбите държат мюсюлмански мъже и изколват хиляди от тях. Безопасният район Зепа също пада във владение на босненските сърби на 25 юли. Събитията в Сребреница водят до написването на доклада на Звеното с най-добрите практики за поддържане на мира (PBPU).
НАТО започва „Операция Преднамерена сила“ на 30 август 1995 г., в отговор на последвалите провокации от страна на сръбските войски. На този етап ОСОН (UNPROFOR) вече са „военно“ ангажирани заедно с НАТО срещу армията на босненските сърби. До края на есента на 1995 г. става изключително трудно НАТО и ОСОН (UNPROFOR) да бъдат разделени що се отнася както до политика, така и до действия, взети на място.
Като отговор на бомбардировките на НАТО, сърбите продължават да възстановяват конфискуваните си тежки оръжия от военни постове, контролирани от Обединените нации, използвайки сила. Миротворците, сериозно превъзхождани по брой, трябва да се предадат след кратки символични сражения. При няколко от случаите били обградени в райони със складове за оръжия от сериозно превъзхождащи ги сръбски войски. Ген. Херве Гобилард, командващ офицер на войските на Обединените нации в Сараево, заявява, че миротворците „са просто ограничени в движенията си, но въпреки това имат оръжия, боеприпаси и храна за много дни, както и строги заповеди да защитават позициите си“, но заради вземането на заложници нараства безпокойствието и бомбардирането, водено от Обединените нации, е прекратено. Също така отмъстителните действия на сърбите спрямо цивилни граждани заради бомбардировките причиняват смъртта на 70 души в Тузла, а 150 са ранените, като има и 5 души убити в Горажде.
По-късно същата година, през един зимен ден, британски войски към ООН, носещи оръжия на поясен ремък, били предизвикани от ген. Младич, който се спускал със ски по писта, част от бившия олимпийски ски курорт в Сараево, но не посегнали към оръжията си; зад Младич също със ски се спускали четирима охранители. Въпреки постановлението от Хага, те решили да продължат да се спускат със ски. По-късно НАТО преосмислят ситуацията, и изпращат военен отряд да арестува заподозрените във военни престъпления, но Младич просто се покрива. Никакви действия от страна на НАТО или търсене от страна на ООН, или дори 5 млн. долара дотация обявени от Вашингтон, не успяват да го доведат.

### Операция „Буря“ и Дейтънското мирно споразумение
Описаните по-горе действия и операциите, извършени от хърватските войски в Крайна, част от операция „Буря“ през август 1995 г., променят политическото географско положение на Босна и Херцеговина. В крайна сметка тези действия като цяло довеждат до сключването на Дейтънското мирно споразумение и разпростирането на НАТО довежда до това ИФОР (IFOR) да осигури на 20 декрември 1995 г. присъединяването на Бившите воюващи страни (FWF) към военните допълнения на Общото рамково споразумение за мир в Босна и Херцеговина. Някои от войските на ОСОН (UNPROFOR) са присъединени към военните части на ИФОР (IFOR), но фактически ОСОН (UNPROFOR) не провеждат повече действия в Босна и Херцеговина.

## Отзвук в страните участнички
Ситуацията на бойното поле е сложна поради факта, че има три воюващи страни и многобройни паравоенни части, отговорни за повечето от зверските действия и извън установената командна верига. Също така повечето от воюващите страни използват неясни и двусмислени военни тактики. Като например (но не само и единствено):
- Босненските сърби използвали масов обстрел на села за тяхното „етническо прочистване“, докато декларирали добрите си намерения.
- Генерал Младич наредил обстрелването на участък, близо до летището в Сараево, докато бил на официална визита, поради специалната причина да изглежда геройски в очите френските Сини каски и за да хвърля сянка на съмнение относно кой е извършил тази бомбардировка.
- Босненските войски използвали по най-добрия начин Безопасните зони в тактиката си, за да щурмуват сръбските позиции или села.
- В много случаи, малки групи от страна на една от воюващите държави се придвижва между позициите на врага и тези на ООН и открива огън на Сините каски с надеждата да предизвика отговор от войските на ООН.
- При събитията около клането в Сребреница, които предизвкиват многобройни разследвания, за да се определят причините защо ООН се проваля при задържането на сръбските военни части да превземат града, са отправени обвинения, по-конкретно от ген. Младич, че сърбите всъщност попаднали в пропаганден капан, използван от босненци, който затвърждава образа им на жертви и замъглява използването от тяхна страна на безопасните зони като военни бази. Морилън казва, че мислел омразата на сърбите към населението на Сребреница до голяма степен за подценена от всички страни, а клането можело да бъде обяснено като загуба на контрол на сръбското командаване върху някои от военните части. Спекулаците на Морилън относно „загубата на контрол“ са счетени за неуместни от съдебното решение за геноцид, представено от Международния наказателен трибунал за бивша Югославия.

Огромна доза негодувание и смут възникват у страните участнички, особено при онези, чиито войски са имали контакт с най-жестоките ситуации, като например (но не само и единствено):
- Участието на британското артилерийско отделение, особено що се отнася до клането в Ахмичи, вдъхновено от телевизионния сериал „Войници“ (Warriors, 1999), на BBC.
- Участието на холандското артилерийско отделение (DutchBat) в Сребреница, вдъхновено от Анклава.
- Участието на канадското артилерийско отделение (CanBat) в Крайна, вдъхновено от Миротворците.
- Основната ситуация в Сараево, вдъхновена от комичното „Сараевско танго“ от Херман.
- Нападението срещу френските Сини каски от сръбските войски, маскирани като френски войници към ООН, на моста във Върбаня.
- Взимането на заложници от служители, поддържащи мир към ООН, когато войските на босненските сърби продължават да си връщат тежките оръжия от пунктове за прегрупиране на ООН, използвайки сила.
- Особено трогателни епизоди, като „Сараевските Ромео и Жулиета“ неизбежни във всеки конфликт, но много медиатизирани. Случаят със „Сараевските Ромео и Жулиета“ вдъхновяват документалния филм „Ромео и Жулието в Сараево“.
- Във френския език, думата „снайпер“ влиза в общия речник, след като словосъчетанието „Снайперистка алея“ става популярно и измества обичайно използваните думи tireur d'élite, tireur embusqué или franc-tireur.